# الکساندر پانایوتف الکساندروف
الکساندر پانایوتف الکساندرف (به انگلیسی: Aleksandr Panayotov Aleksandrov) فضانورد اهل کشور بلغارستان است که در ۱ دسامبر ۱۹۵۱ در اومورتاگ زاده شد. وی در مأموریت میر ئی‌پی-۲، سایوز تی‌ام-۵، سایوز تی‌ام-۴ حضور داشته‌است.